# Mawrth Vallis
Mawrth Vallis est une vallée fluviale de 636 km de long située sur la planète Mars par 22,067° N, 16,917° E dans le quadrangle d'Oxia Palus, en bordure occidentale d'Arabia Terra sur le littoral de Chryse Planitia.

## Géographie et géologie
Mawrth Vallis est l'un des plus anciens lits de cours d'eau martiens, présentant des sédiments stratifiés riches en argiles, qui donnent une teinte claire aux terrains des environs. L'abondance et la complexité des dépôts de phyllosilicates, ainsi que la découverte de jarosite constituent autant d'indices de la longue histoire hydrologique de la région. C'est ce qui explique l'intérêt prononcé des agences spatiales occidentales pour cette vallée, étudiée intensivement par la sonde européenne Mars Express (et son instrument OMEGA) et par la sonde américaine Mars Reconnaissance Orbiter (et son instrument CRISM),.

## Site envisagé pour missions d'exploration à venir

### MissionCuriosity(NASA)
En raison de son histoire hydrologique particulière, Mawrth Vallis figure parmi les quatre sites encore en lice en 2009 pour l'atterrissage du Mars Science Laboratory — alias « mission Curiosity » — prévu en août 2012, cette mission ayant pour objectif de déterminer l'habitabilité passée et présente de Mars, et donc d'identifier d'éventuelles traces de vie passée ; pour cette raison, son site d'implantation doit a priori avoir été le plus propice à la vie et à la préservation de ses traces éventuelles.
Quatre ellipses d'atterrissage étaient proposées sur ce site ; c'est l'ellipse n° 2 — la plus élevée — qui a été retenue,.

### Laboratoire ExoMars (ESA)
Mawrth Vallis a également figuré parmi les sites potentiels retenus par l'Agence spatiale européenne dans le cadre de sa mission ExoMars. Comme la mission d'ExoMars comporte la recherche de trace de vie possible ou passée, le site était un bon candidat, mais la communauté scientifique du projet a reconnu que le site Oxia Planum fournissait un environnement également prometteur tout en fournissant de meilleures conditions d'arrivée et d'exploration.